# Protoplectron longitudinale
Protoplectron longitudinale is een insect uit de familie van de mierenleeuwen (Myrmeleontidae), die tot de orde netvleugeligen (Neuroptera) behoort. 
Protoplectron longitudinale is voor het eerst wetenschappelijk beschreven door Tillyard in 1916.